# Capitainerie générale du Chili
1540–1818
Entités précédentes :
- Mapuches
- Empire inca

Entités suivantes :
- Patria Vieja
- Chili

La capitainerie générale du Chili, ou royaume du Chili, est une division de l'Empire colonial espagnol aux Amériques. Elle fut créée en 1541 et comprenait principalement les territoires actuels du Chili (du désert d'Atacama au Détroit de Magellan) ; elle était rattachée à la vice-royauté du Pérou et à la « Real Audiencia du Chili ».
Après la conquête du Pérou et l'échec d'une première expédition menée par Diego de Almagro, Francisco Pizarro envoya Pedro de Valdivia soumettre les mapuches à la domination espagnole en 1540. En 1541, Valdivia fut nommé capitaine général et gouverneur de la « Nouvelle-Estrémadure » et continua l'expansion de l'Empire espagnol vers le sud. La Nouvelle-Etrémadure fut cependant victime de nombreuses révoltes indiennes dont la guerre d’Arauco.
La Nouvelle-Estrémadure devint la « province du Chili » en 1552 puis capitainerie générale du Chili en 1789, ces territoires étaient cependant aussi connus comme « royaume du Chili » durant toute l'époque coloniale. En 1565 la Real Audiencia du Chili fut créée, la justice espagnole sur les territoires chiliens ne dépendaient donc plus du Pérou, sauf pour les questions révélant de l'Inquisition.
Le gouverneur du Chili avait aussi le titre de capitaine général de la région et était théoriquement dépendant des vice-rois du Pérou. En réalité, les vice-rois du Pérou ne pouvaient intervenir au Chili qu'en cas de troubles graves (comme des attaques de corsaires et des soulèvements indiens) et le gouverneur maintenait certaines relations directes avec le roi d'Espagne. 
Les troubles indépendantistes commencèrent à émerger à partir de 1810 avant que Bernardo O'Higgins ne déclare l'indépendance du Chili en 1818.